# Purple dream
Purple dream is een studioalbum van Steve Jolliffe. Het is een mengeling van elektronische muziek en ambient met lange drones. Steve Jolliffe maakt tijdens de eerste track veelvuldig gebruik van zijn “basis”instrument de dwarsfluit. Het album is opgedragen aan zijn vader Ernest Jolliffe. De stem van Ernest is te horen op het album, dat dan ook deels geïnspireerd is op de Jolliffes.

## Musici
- Steve Jolliffe – alle muziekinstrumenten en elektronica
- Ernest Jolliffe – spreekstem op Illusion
- Claire – stem op Timeless

## Muziek
| Nr. | Titel    | Duur  |
| --- | -------- | ----- |
| 1.  | Timeless | 20:20 |
| 2.  | Twilight | 14:50 |
| 3.  | Illusion | 16:55 |

Het nummer Twilight werd met beelden ook op een bijbehorende dvd geperst.